# Michael Nymoen
Michael Johan Nymoen, född 29 januari 1972, är en svensk före detta fotbollsspelare (anfallare).
Nymoen gick till säsongen 1994 från Alingsåsklubben Holmalunds IF till Gais i division I södra. Han vann samma år Gais interna skytteliga med 9 mål på 25 matcher när Gais slutade sexa i tabellen. Säsongen 1995 slutade Gais på en andraplats i division I södra och gick till kval till Allsvenskan, men Nymoen bröt vadbenet på träning strax innan kvalmötet mot IFK Norrköping och missade dubbelmötet, som Gais förlorade. Efter säsongen 1996, då Gais i stället åkte ur andradivisionen, lämnade han klubben. Han spelade senare för Jönköpingsklubbarna IK Tord och Tenhults IF.

## Statistik
| Klubb  | Säsong | Division         | Matcher | Mål |
| ------ | ------ | ---------------- | ------- | --- |
| Gais   | 1994   | Division I södra | 25      | 9   |
| Gais   | 1995   | Division I södra | 25      | 5   |
| Gais   | 1996   | Division I södra | 19      | 1   |
| Totalt | Totalt | Totalt           | 69      | 15  |